# Morainville
Morainville ist eine französische Gemeinde mit 17 Einwohnern (Stand: 1. Januar 2022) im Département Eure-et-Loir in der Region Centre-Val de Loire (bis 2015 Centre). Die Gemeinde gehört zum Arrondissement Chartres und zum 2017 gegründeten Gemeindeverband Portes Euréliennes d’Île-de-France. 

## Geografie
Morainville liegt im Norden der Landschaft Beauce, 30 Kilometer ostsüdöstlich von Chartres und etwa 70 Kilometer südöstlich von Paris. Umgeben wird Morainville von den Nachbargemeinden Denonville im Norden und Westen, Maisons im Norden und Nordosten, Léthuin im Osten und Südosten, Mondonville-Saint-Jean im Süden und Südwesten sowie Ouarville im Westen und Südwesten.

## Bevölkerungsentwicklung
| Jahr                      | 1962 | 1968 | 1975 | 1982 | 1990 | 1999 | 2006 | 2013 |
| Einwohner                 | 48   | 48   | 43   | 37   | 25   | 28   | 25   | 30   |
| Quelle: Cassini und INSEE |      |      |      |      |      |      |      |      |